# Nicolas Brouwet
Nicolas Jean René Brouwet (Suresnes, 31 agosto 1962) è un vescovo cattolico francese, dal 10 agosto 2021 vescovo di Nîmes.

## Biografia
Nasce a Suresnes, nella diocesi di Nanterre, il 31 agosto 1962.

### Formazione e ministero sacerdotale
Nel 1984 ottiene il diploma in storia all'Università statale. Si trasferisce poi a Roma, dove frequenta, come alunno del Pontificio Seminario Francese, i corsi filosofici e teologici della Pontificia Università Gregoriana; vi ottiene il baccalaureato in teologia. In seguito consegue la licenza presso il Pontificio istituto Giovanni Paolo II. Tra il 1986 e il 1988 insegna francese a Gerusalemme, dove svolge il servizio civile.
Il 30 giugno 1991 è ordinato diacono, nella cattedrale di Nanterre, dal vescovo François-Marie-Christian Favreau, che il 27 giugno 1992 lo ordina anche presbitero nella stessa cattedrale.
Dopo l'ordinazione, dal 1993 al 1999, ricopre l'incarico di vicario parrocchiale di Bourg-la-Reine e di Sceaux; al contempo è cappellano del liceo statale a Saint-Gilles di Bourg-la-Reine e del centro universitario di Sceaux. Nel 1999 è nominato parroco delle parrocchie di Saint-Romain e di Notre-Dame-des-Bruyères e decano di Sèvres; dal 2001 diventa decano di Chaville-Sèvres-Ville-d'Avray. Nel 2006, lasciando i precedenti incarichi, diviene parroco delle parrocchie di Saint-Pierre e Saint-Jacques a Neuilly-sur-Seine e docente di morale e direttore spirituale presso il pre-seminario Maison Madeleine Delbrel. Dal 2003 è anche delegato diocesano per la formazione dei seminaristi di Nanterre e dal 2005 è incaricato diocesano per le celebrazioni nella forma extraordinaria del rito romano.

### Ministero episcopale
L'11 aprile 2008 papa Benedetto XVI lo nomina vescovo ausiliare di Nanterre e vescovo titolare di Simidicca. Il 29 giugno successivo riceve l'ordinazione episcopale, nella chiesa di San Pietro a Neuilly-sur-Seine, dal vescovo Gérard Antoine Daucourt, co-consacranti i vescovi Olivier Jean-Marie Michel de Berranger e Pascal Marie Roland.
L'11 febbraio 2012 è nominato vescovo di Tarbes e Lourdes dallo stesso papa; succede a Jacques Perrier, dimessosi per raggiunti limiti di età. Il 23 marzo seguente prende possesso della diocesi, nella cattedrale di Tarbes; due giorni dopo fa il suo ingresso in diocesi, nel santuario di Nostra Signora di Lourdes.
Il 27 giugno 2015 ordina sei sacerdoti della Fraternità sacerdotale San Pietro (F.S.S.P.) presso Lindenberg, vicino al seminario internazionale di Wigratzbad della suddetta fraternità.
Il 10 agosto 2021 papa Francesco lo nomina vescovo di Nîmes; succede a Robert Wattebled, dimessosi per raggiunti limiti d'età. Il 18 settembre prende possesso della diocesi, nella cattedrale di Nîmes.

## Genealogia episcopale
La genealogia episcopale è:
- Cardinale Scipione Rebiba
- Cardinale Giulio Antonio Santori
- Cardinale Girolamo Bernerio, O.P.
- Arcivescovo Galeazzo Sanvitale
- Cardinale Ludovico Ludovisi
- Cardinale Luigi Caetani
- Cardinale Ulderico Carpegna
- Cardinale Paluzzo Paluzzi Altieri degli Albertoni
- Papa Benedetto XIII
- Papa Benedetto XIV
- Papa Clemente XIII
- Cardinale Giovanni Francesco Albani
- Cardinale Carlo Rezzonico
- Cardinale Antonio Dugnani
- Arcivescovo Jean-Charles de Coucy
- Cardinale Gustave-Maximilien-Juste de Croÿ-Solre
- Vescovo Charles de Forbin-Janson
- Cardinale François-Auguste-Ferdinand Donnet
- Vescovo Charles-Emile Freppel
- Cardinale Louis-Henri-Joseph Luçon
- Cardinale Charles-Henri-Joseph Binet
- Arcivescovo Maurice-Louis Dubourg
- Vescovo Claude-Constant-Marie Flusin
- Arcivescovo Lucien Charles Gilbert Daloz
- Vescovo Gérard Antoine Léopold Daucourt
- Vescovo Nicolas Brouwet